# Kerncentrale Isar
Kerncentrale Isar (Kernkraftwerk Isar/Ohu) ligt 14 kilometer van Landshut in deelstaat Beieren naast Stausee Niederaichbach van de river de Isar.
Op het terrein heeft ook Kerncentrale Niederaichbach (KKN) gestaan met een HWGCR-reactor (Heavy Water Gas Cooled Reactor'), maar deze is afgebroken.
De centrale Isar heeft één kokendwaterreactor (BWR) en één drukwaterreactor (PWR).
| Reactorblok          | Reactortype | Vermogen | Begin bouw | Inbedrijfname | Stillegging |
| -------------------- | ----------- | -------- | ---------- | ------------- | ----------- |
| Niederaichbach (KKN) | HWGCR       | 100 MW   | 1966       | 1973          | 1974        |
| Isar-1 (KKI 1)       | BWR         | 878 MW   | 1972       | 1979          | 2011        |
| Isar-2 (KKI 2)       | PWR         | 1410 MW  | 1982       | 1988          | 2023        |